# 日本アンカー協会
一般社団法人日本アンカー協会（にほんアンカーきょうかい）は、アンカー工法及び関連技術の進歩改善に関する調査、研究、講習会等を実施する業界団体。元国土交通省所管。

## 概要
- 所在：東京都千代田区神田三崎町2-9-12
- 設立：1998年4月1日
- 会長：山﨑　淳一(令和6年6月5日現在）